# Sareb
La Sociedad de Gestión de Activos Procedentes de la Reestructuración Bancaria, más conocida por su acrónimo Sareb, es una sociedad anónima española de gestión de activos transferidos por las cuatro entidades nacionalizadas (BFA-Bankia, Catalunya Banc, NCG Banco-Banco Gallego y Banco de Valencia), y por las entidades en proceso de reestructuración o resolución según lo previsto en la Ley 9/2012 (Banco Mare Nostrum (BMN), Banco CEISS, Caja3 y Liberbank). La Sareb está participada en un 55% por capital privado, y en un 45% por capital público a través del FROB. Para su creación se asumió el control sobre algo más de 50.000 millones en activos, los cuales se financiaron con deuda avalada por el Estado. Tiene su sede en la calle Costa Brava, 12 de Madrid.
Se considera a la Sareb como el banco malo de España, aunque no dispone de licencia bancaria ya que no es un banco sino una sociedad de gestión de activos. Dispone de un plazo de 15 años para proceder a la desinversión de todos sus activos, buscando la máxima rentabilidad. Para facilitar esta meta, se dispuso de ventajas legales para fondos de inversión y socimis que no aplican a otras sociedades anónimas, como preferencia en el cobro de deuda subordinada frente a otros acreedores en las mismas condiciones.
El 18 de enero de 2022 el Consejo de Ministros aprobó un Real Decreto-ley para modificar el régimen jurídico de la Sareb y que el FROB pueda adquirir y mantener una participación mayoritaria en el capital social y tomar el control de los órganos sociales sin la necesidad de que Sareb adquiera la condición de sociedad mercantil estatal. Esto se hizo a cambio del pago de un euro simbólico y el FROB podrá elevar su participación del 45,9 % en la Sareb más allá del 50 %, en un porcentaje aún por decidir. Según el Gobierno, la reclasificación de Sareb tras la decisión de Eurostat de 2021 de obligar a contabilizar la deuda de la Sareb como deuda pública -lo que sumó 35 000 millones de deuda pública en 2020 y más de 10 000 millones de déficit-, así como su situación patrimonial, hacían «imprescindible» modificar su régimen jurídico para adaptarla a la situación actual. La deuda asciende a 35.600 millones de euros según Eurostat o a 37 673 millones de euros de acuerdo con las últimas cuentas presentadas por Sareb en 2020. Dicha deuda se tendrá que hacer efectiva antes de 2027, fecha marcada para la liquidación y cierre de la Sareb. Esta situación ya se venía avisando y denunciando hacía años en diversos medios.

## Historia

### Antecedentes, la crisis inmobiliaria española de 2008
El primer banco malo en España lo crea la Caja de Ahorros y Pensiones de Barcelona,  entidad que con la transformación de Microbank en Criteriabank permite crear Caixabank sin los activos inmobiliarios integrados en Criteria 2.0 inmobiliaria. Este banco malo, que no cotizará, asume tanto a Servihabitat, la filial que gestiona la actividad inmobiliaria y las participaciones en Inmobiliaria Colonial y Metrovacesa, así como una gran parte de la cartera industrial: Gas Natural, Agbar, Abertis, PortAventura y Mediterránea.
El BBVA ha creado a mediados de noviembre de 2011 una unidad en la que acumulará 30.000 millones en activos inmobiliarios, concretamente el 80% de los activos inmobiliarios.
La entidad heredera de la fusión de las cajas gallegas, presidida por José María Castellano, crea un 'banco malo' con los activos 'tóxicos', acumulando préstamos de 11.150 millones, de los que 3.000 están en suelo y 1.900 carecen de garantías hipotecarias. Tras la valoración del Banco de España, que redujo el capital fundacional de 1.714 millones a solo 181, la antigua entidad de ahorros se ha quedado con el 6,8% de Novagalicia Banco.

"...Los promotores inmobiliarios insisten en que la salida de la crisis, para la economía y también para su sector, pasa por sacar los activos tóxicos del balance de los bancos -valorados en 176.000 millones de euros por el Banco de España-, y se muestran a favor de crear una entidad en la que aislarlos para, una vez reestructurados, volver a ponerlos en el mercado cuando convenga. Así se destaponarían las cañerías del crédito y la economía real podría volver a fluir..."
José Manuel Galindo.

Para el catedrático de la Universidad de Valencia Joaquín Maudos, «la creación de un banco malo, por cualquier fórmula, es fundamental para restaurar el crédito».
Si se sigue el modelo de Irlanda, la banca entregaría los activos al Estado recibiendo a cambio deuda pública con la que puede obtener liquidez en el BCE y poder dar préstamos. Irlanda reactivó el crédito pero quebraron muchas entidades que fueron nacionalizadas con deuda pública.
Siguiendo el modelo de Alemania, el Estado paga a la banca el mismo precio que tienen fijado en sus balances, restando las provisiones realizadas. En contrapartida, la banca asume el riesgo de que se tarde mucho en recuperar el precio pagado por los activos,  marcado un largo plazo a partir del cual las entidades responderán por la caída de valor. Como contrapartida, aceptan la obligación de a dar tanto crédito como ayudas reciban.
Pedro Pablo Villasante, secretario general de la Asociación Española de Banca (AEB) considera viable la creación de un "banco malo" para ayudar a entidades inviables, con la condición de que estas desaparezcan mediante la absorción por otras entidades de mayor solvencia, ya sean españolas o extranjeras.
La Plataforma por la Nacionalización de las Cajas de Ahorro considera como la nueva rectificación del actual Gobierno admitiendo la inyección de dinero público a las entidades financieras a cambio de sus “activos tóxicos” va a suponer beneficios para la banca y pérdidas para los ciudadanos.

"...Una vez más se trata de una operación de salvamento en toda regla de las entidades bancarias utilizando para ello el dinero público e intentando disimular sobre el pequeño detalle de quien pagará la fiesta.  No hay que ser muy listos para pensar que la factura no estará a cargo de los responsables de la quiebra sino de los ciudadanos. ..."
Carlos Sánchez Mato.

### Primera tentativa, las sociedades inmobiliarias
Luis de Guindos señala que, como no habrá dinero público, el Gobierno no creará un banco malo, ni nada.
Una vez desechada la opción por un banco malo, el gobierno de Mariano Rajoy busca el lugar donde las entidades puedan depositar activos inmobiliarios, en buena parte provisionados, con la intención de liquidarlos a largo plazo. Este lugar no será un banco malo porque no habrá negocio financiero. Tampoco pueden servir las filiales inmobiliarias porque consolidarían en el balance.
Los bancos cederán los activos previa valoración de los mismos.
Desde un punto de vista teórico al desprenderse del bien, la entidad financiera libera el riesgo que suponía, con lo que le dejará de consumir capital y podrá conceder préstamos a sus clientes.
España está actuando de un modo diferente al europeo y estadounidense. Allí, primero se crearon los bancos malos y luego se recapitalizó el sistema financiero.
El Gobierno de Zapatero y el Banco de España confiaron en las provisiones anticrisis, un colchón que no existía en ningún otro país y que ha resultado insuficiente.
El desplome en bolsa del mes de abril de 2012 evidencia el fracaso de la reforma de De Guindos para devolver la confianza al sector financiero español. La clave está en a qué precio se compran los activos y quién asume la pérdida. Es necesaria la aportación del fondo de rescate europeo, quizás con 100.000 millones.

### Banco Malo o Sociedad de Gestión de Activos
El texto pactado entre España y el Eurogrupo en la madrugada del martes 10 de julio de 2012 compromete al Gobierno de España, presidido por Mariano Rajoy, a la puesta en marcha de una profunda reforma del sector financiero. Esta reforma, tutelada por el Banco Central Europeo, la Comisión Europea y el Fondo Monetario Internacional, incluye la creación de un banco malo que concentrará los activos tóxicos inmobiliarios, que lastran los balances de las entidades bancarias.
Ese banco recibirá financiación de la Unión Europea por dos caminos: Inyección de capital en el FROB  desde el fondo de rescate europeo y aceptación por parte del Banco Central Europeo de los bonos emitidos como medio de pago de sus compras de activos supuestamente dañados. Así, España dispondrá así de entre 20.000 y 50.000 millones de euros adicionales para financiar el banco malo, que se convierte en el contenedor donde el Estado y/o las entidades acumulan los desechos del sector financiero para luego liquidarlos.
Cualquier entidad que reciba fondos comunitarios, del tipo que sean, estará obligada a transferir sus activos inmobiliarios al banco malo.
Queda por fijar el precio de transmisión de los activos y las autoridades españolas presentarán a finales de agosto una propuesta para crear este organismo, que debería funcionar desde noviembre.
Para que España acceda al rescate de su banca se fijan 32 condiciones a corto plazo y una de las condiciones inmediatas, concretamente la número 7 se refiere al banco malo. A finales de agosto normativa reguladora y en noviembre a funcionar:

"...7. Preparar un plan integral y un marco legislativo para la creación y el funcionamiento de la compañía de gestión de activos (AMC en inglés, el llamado banco malo). Finales de agosto..."
Condición 7

"...15.Adoptar la legislación para el establecimiento y funcionamiento del banco malo, con el fin de que esté plenamente operativo en noviembre de 2012...."
Condición 15

Inmediatamente se ha puesto a trabajar el nuevo gobernador del Banco de España, Luis María Linde y así lo ha reconocido en su comparecencia del 17 de julio de 2012 en el Congreso de los Diputados de España, donde ha asegurado que se está trabajando en la posibilidad de crear un banco malo o una sociedad gestora de activos tóxicos. El gobernador del Banco de España admite que trabaja en el proyecto pero que no está capacitado para gestionarlo.[cita requerida]
Los 30.000 millones del Fondo de reestructuración ordenada bancaria se repartirán entre Bankia, CatalunyaCaixa, Novagalicia Banco y el propio Banco de Valencia.

### Creación
El Ministerio de Economía de España daría el primer paso el viernes 25 de agosto de 2012, con la definición del banco malo, tal como se había comprometido con la troika formada por el Banco Central Europeo, la Comisión Europea y el Fondo Monetario Internacional.
Para ello el FROB ha contratado a la consultora que pilotó de la liquidación de Lehman Brothers. Se trata de la firma Álvarez & Marsal, especializada en "problem solving" (solución de problemas). Esta, a su vez, según Expansión, ha contratado al banco de inversión Nomura, la auditora PwC y al despacho de abogados Cuatrecasas.
Las entidades financieras que necesiten ayudas públicas deberán traspasar al banco malo préstamos de dudoso cobro y aunque el Gobierno de España estudia limitarlo al dinero prestado a promotores inmobiliarios,  Bruselas puede imponer la inclusión de cualquier activo deteriorado o deteriorable.
No solo se trata de créditos adjudicados y dudosos, también cabría incluir aquellos activos que aún no son morosos pero tienen riesgo de serlo.
De los 304.000 millones de euros en créditos a promotores,  unos 180.000 millones, corresponderían a créditos morosos, a préstamos que están al corriente de pago pero son de riesgo o activos adjudicados al banco por impago de créditos.
En una primera fase entrarían en el banco malo los activos tóxicos de los bancos rescatados, luego se incorporarían los de otras entidades que, sin haber sido intervenidas, sí requieren ayudas públicas para poder recapitalizarse una vez certifiquen la pérdida de valor de sus activos. Pero ¿cuál es el valor de los activos?.

"...El problema es que un mismo préstamo no es juzgado igual de sano por unas entidades y otras, que hay activos calificados de corrientes pero se han renegociado dos y tres veces. Lo hemos comprobado con los créditos sindicados [los que un grupo de entidades distintas otorgan a una sola empresa]; ese mismo contrato no estaba provisionado en algunos bancos, porque se consideraba normal, estaba provisionado al 30% en otro y más de la mitad en otros… ¿Dónde pones el corte de lo que será el crédito tóxico?”, explican desde una de las firmas que ha auscultado al sector. En opinión de esta fuente, “sería más fácil empezar creando una gran inmobiliaria con los inmuebles adjudicados..."
El País, 19 de agosto de 2012.

Los promotores inmobiliarios desean participar en la gestión del 'banco malo', por considerarse los que mayor conocimiento del mercado tienen.
Así lo ha manifestado José Manuel Galindo Cueva, presidente de la Asociación de Promotores Constructores de España (APCE). Galindo ha subrayado que no hay que forzar la liquidación, ya que si se hace así, acabarían perdiendo todo su valor de mercado. Además, la patronal promotora ha sugerido que se acompañe esta venta con apoyo crediticio, pues si no te financian una hipoteca, no puedes comprar una casa. APCE considera que esta decisión, necesaria, llega tarde, señalando que ya lo pidió hace tres años.

#### Funcionamiento del banco malo - garantía pública y empresa privada
Según el ministro de Economía y Competitividad de España, Luis de Guindos, el FROB va a tener la participación de capital más importante de esta sociedad por tener bajo su control entidades nacionalizadas,  que son las que, presumiblemente, más activos venderán al banco malo.
El precio al que se valorarán los activos será lo suficientemente bajo para que cuando sean vendidos no generen pérdidas al contribuyente, o se pueda ganar dinero.
La diferencia entre el valor fijado y el precio actual de mercado se considerará ayuda de Estado y se restará del capital del rescate que recibirán las entidades del Fondo Europeo de Estabilidad Financiera. Este sobreprecio teórico supone un suelo para las bajadas de precios, ya que el principio de uso eficiente de los recursos públicos, que rige las ayudas de Bruselas, exige que el banco malo no pierda en la venta de los activos, esto es, que los venda como mínimo al precio al que los adquiera.
APCE señala como primera tarea del banco malo estructurar los activos para después darles la salida correspondiente a cada uno.
En el caso del suelo, el bien más castigado por la crisis, los bancos se han visto obligados a provisionar en un 80% su valor, por lo que pueden aplicar este porcentaje sin sufrir pérdidas adicionales.
Algunos activos tardarán diez años en venderse y otros se pondrán sacar al mercado dentro de un año.
Los decretos dictados por Guindos obliga a las siguientes provisiones: el 80% del valor del suelo, el 65% de la vivienda en construcción y el 35% de la terminada.
Al tratarse de un solo gestor, ya que el FROB, reforzado en sus funciones por acuerdo del próximo Consejo de Ministros, asumirá una posición inicial de control, nutriéndose la sociedad de recursos procedentes de Europa, va a ser posible ordenar y clasificar los activos para su venta, elegir dónde debe actuar en cada momento y optimizar su precio, en vez de tener a varias entidades compitiendo entre sí.
Para Rafael Pampillón, director de Análisis Económico de IE Business School, el  banco malo proporcionará liquidez a las entidades que cedan sus activos y servirá para facilitar crédito a familias y empresas.

#### Atractivo para fondos de inversión y socimis
Buscando tanto flexibilidad para captar inversores como decara a realizar las valoraciones, la opción por un fondo de inversión está siendo objeto de estudio por parte del Gobierno de España, ya que a su juicio, ofrece tres  ventajas:  flexibilidad a la hora de captar futuros inversores, permite la desconsolidación y puede emplear el método de valoración que quiera, sin necesidad de ajustarse al Plan General de Contabilidad.
Cabría la división tanto de inmuebles como de créditos en subfondos y compartimentos. También por activo o por entidades.
Ni el Gobierno ni tampoco los futuros accionistas tendrían que recoger en su cuenta de resultados las ganancias o pérdidas que genere el fondo de inversión al traspasar los inmuebles.
La visita coincide con el día en el que se daba por hecho la aprobación del banco malo,  una de las condiciones a las que se ha comprometido el Gobierno de España para recibir la ayuda financiera de hasta 100.000 millones de euros para rescatar a las entidades financieras en dificultades. Por tanto, el debate no está cerrado: Es algo que aún se debe consensuar con la troika, pero ahora se está barajando que el banco se quede limitado al riesgo inmobiliario: créditos adjudicados y dudosos, pero también los activos que aún no son morosos pero tienen riesgo de serlo. Está en discusión incorporar los créditos inmobiliarios normales.
En una respuesta por escrito al europarlamentario español Raúl Romeva, de ICV, el vicepresidente de la Comisión Europea y comisario de Economía, el finlandés Olli Rehn, señala como el Banco de España controlará la futura participación de los bancos en el sector inmobiliario.

#### Consejo de Ministros de 31 de agosto de 2012
El Consejo de Ministros celebrado el 31 de agosto de 2012 aprueba el Real Decreto-ley 24/2012 de reestructuración y resolución de entidades de crédito, que regula el marco general de funcionamiento de la sociedad de gestión de activos o banco malo. Operará entre 10 y 15 años comprando activos dañados a un precio "adecuado" para evitar el coste a los contribuyentes.
Los activos a traspasar serán sobre todo créditos problemáticos ligado a promotor, que es el más tóxico, ha precisado Luis de Guindos en rueda de prensa. Al estar estos activos muy provisionados, en el caso del suelo hasta el 80%, el precio de compra podrá ser reducido.
El ministro quiere que sean inversores privados quienes tengan una participación mayoritaria.
Se establecía que el FROB podría, con carácter de acto administrativo, obligar a una entidad de crédito a transmitir a una sociedad de gestión de activos determinadas categorías de activos especialmente dañados o cuya permanencia en el balance de la entidad se considere perjudicial para su viabilidad, a fin de dar de baja del balance dichos activos y permitir la gestión independiente de su realización. La sociedad podría también emitir obligaciones y valores que reconozcan o creen deuda. La transmisión de los activos a la sociedad de gestión de activos se realizará sin necesidad de obtener el consentimiento de terceros, mediante cualquier negocio jurídico. Con igual carácter previo a la transmisión, el Banco de España determinará el valor de los activos sobre la base de los informes de valoración.
Fue una iniciativa que ya pedían los promotores para quitar las propias ataduras de las entidades financieras y a que se produjera el flujo del crédito. Se considera una piedra angular del gobierno de Rajoy para el saneamiento del sistema bancario español y la reactivación del mercado inmobiliario.

#### Borrador del real decreto remitido a Bruselas
Para Luis de Guindos el decreto que aprobará el Gobierno el próximo viernes 31 de agosto será la auténtica reforma del sistema financiero y la transferencia de activos al futuro banco malo no supondrá un coste para el contribuyente.
Tal como consta en el borrador remitido a Bruselas, el banco malo será una sociedad anónima con manos libres para comprar, vender y emitir deuda. El Gobierno exime a esa sociedad del cumplimiento de controles propios de las sociedades de capital.
Las  condiciones especiales previstas pretenden reforzar los poderes de la nueva sociedad paramanejar activos, agilizar operaciones y prevenir reclamaciones o demandas judiciales:

- Eliminación de límites para emitir deuda: Podrá emitir todo tipo de obligaciones sin que se le aplique el límite máximo legal establecido en el artículo 405 en la Ley de Sociedades de Capital (capital social desembolsado más las reservas).
- Prescinde del experto independiente. Dejando vía libre al Banco de España para valorar los activos, eximiendo del cumplimiento de los artículos 67 y 72 (habrán de ser objeto de un informe elaborado por uno o varios expertos independientes con competencia profesional)

Los inversores dudan de la valoración interna y la clave es el precio al que compre los activos. Los criterios  serán homogéneos y se aplicarán a todas las entidades de modo no discriminatorio. La relación entre entidades financieras y tasadoras juega en su contra para participar en la operación.
- No es posible la revocación de operaciones. Elimina el supuesto del artículo 71 de la Ley Concursal: Serán rescindibles los actos perjudiciales para los acreedores realizados por el deudor dentro de los dos años anteriores a la fecha de la declaración, aunque no hubiere existido intención fraudulenta.

Para evitar demandas judiciales y agilizar el proceso.
- Derecho de voto en las juntas de acreedores. La adquisición por el banco malo de créditos inmersos en concursos de acreedores tendrá la consideración de  forzosa en relación con lo dispuesto en el artículo 122 de la Ley Concursal de 2003.
- Créditos litigiosos. No será de aplicación el artículo 1 535 del Código Civil donde el deudor tiene derecho a extinguirlo, reembolsando el precio que pagó.
- Control de una sociedad sin necesidad de OPA. El banco malo no tendrá que lanzar una oferta pública de adquisición cuando adquiere el 30% del capital o realice operaciones que le supongan en la práctica el control de la sociedad adquirida.

De no recibir pago en metálico algunas entidades no verán mejorada su situación financiera. Si el pago se realiza mediante una participación en el accionariado no recuperarán el valor hasta que se consiga la liquidación de esos activos.

"...La mejor solución en estos momentos sería encontrar una fórmula mixta de financiación para el “banco malo” que permitiese el pago de una parte de los activos en metálico y otra parte en acciones que permitirían la posibilidad de futuras plusvalías.
El precio de canje de los activos debería ser al que están valorados los activos en balance menos un descuento razonable que permitiese al “banco malo” gestionar las ventas dentro de un margen razonable..."
Javier Montoya , analista de Alpha Plus.

#### Puntualizaciones de Banco Central Europeo
El Banco Central Europeo (BCE) remite al Ministerio de Economía de España el informe firmado por su vicepresidente Vítor Constâncio  sobre la Sareb.
Aunque el informe es favorable,  propone limitaciones al pago de dividendos para garantizar el pago de la deuda avalada por el Estado y que se usa para lograr financiación, alertando acerca de posibles conflictos de interés de los bancos accionistas y aboga por medidas de financiación para la venta de activos.
El otro punto en el que pone el acento el BCE es cómo facilitar las posibles compras.

"...El establecimiento de medidas de financiación contribuiría enormemente a la enajenación de activos por la Sareb ....  puesto que la SAREB no es una entidad de crédito,no puede conceder crédito a los posibles compradores para facilitar que adquieran los activos, pero estará compitiendo con bancos que sí ofrecen esa financiación a los compradores de sus activos inmobiliarios.... Las condiciones de esas medidas de financiación deberían ser competitivas respecto de las ofrecidas por las entidades de crédito españolas..."
Informe del BCE

El BCE considera más fácil recuperar el valor de los activos del banco malo cuando estos se agrupan y gestionan por especialistas independientes, alabando la separación de activos como forma de dotar de capacidad de crédito al sistema.

"...Al facilitar la transmisión de activos no productivos a una entidad distinta, los mecanismos de separación de activos como la Sareb ayudan a los bancos participantes a reestructurar sus balances, lo que, a su vez, debería aumentar su solidez financiera. Al facilitar la reestructuración y recuperación del sector bancario, aunque sea transfiriendo el riesgo del sector bancario al Estado, estos mecanismos deberían contribuir positivamente a la capacidad de las entidades de crédito para conceder este y apoyar la recuperación económica..."
Informe del BCE

### Sociedad de Gestión de Activos Procedentes de la Reestructuración Bancaria, S.A.
Antonio Carrascosa, director  del Fondo de Reestructuración Ordenada Bancaria, en un debate del IESE en el salón Barcelona Meeting Point sobre oportunidades de negocio del 'banco malo'  ha anunciado que los precios de transferencia  serán muy conservadores, con descuentos muy significativos.
Se barajan unas cifras comprendidas entre 60.000 y 70.000 millones de euros equivalente a un valor bruto de unos 150.000 millones, lo que supone aplicar un descuento superior al 50% en la transferencia de los activos desde los bancos.
El Gobierno de España quiere aprobar el  16 de noviembre el real decreto que desarrolla la creación del banco malo.

"...Les ha advertido de que el Sareb no será la panacea para el sector inmobiliario, que se trata de sanear el sector financiero, pero que su cometido no es reactivar el sector ni ser un promotor inmobiliario significativo..."
Antonio Carrascosa.

Para atraer la demanda se emplearán instrumentos de inversión colectiva,  los llamados Fondos de Activos Bancarios (FAB) que podrán albergar bien inmuebles, bien créditos, o un mix de ambos.
La entidad prevé ganar un 15% en los 15 años de vida de la sociedad. Para ello centrará su negocio en vender paquetes de activos en el momento más oportuno para maximizar el valor.

#### Activos tóxicos
Los bancos nacionalizados (BFA-Bankia, Catalunya Banc, NCG Banco-Banco Gallego y Banco de Valencia) sumaban unos 75 000 millones de euros en activos considerados “potencialmente problemáticos” procedentes del sector constructor y promotor inmobiliario. El banco malo absorbería estos activos tóxicos con una fuerte rebaja.
Antes de que acabara 2012 adquiriría los activos de las cuatro entidades del Grupo 1 (BFA-Bankia, Catalunya Banc, NCG Banco-Banco Gallego y Banco de Valencia) por unos 40.000 millones de euros, según los planes de reestructuración aprobados por la Comisión Europea el 28 de noviembre de 2012.
En el primer trimestre de 2013 asumiría el traspaso de activos del Grupo 2 (Banco Mare Nostrum (BMN), Banco CEISS, Caja3 y Liberbank), para lo que se haría una nueva ampliación de capital y se emitiría deuda subordinada.
- El 21 de diciembre de 2012 el Grupo BFA-Bankia ha firmado el contrato de transmisión de activos por valor de 22.317,7 millones de euros.[53]
- Ese mismo día el Banco de Valencia transfiere activos por valor de 1.932 millones de euros.[54]

Los activos gestionados (activos financieros y activos inmobiliarios) ascendieron a principios de 2013 a 50.781 millones de euros (importe contabilizado en el balance de situación de Sareb) una vez adquiridos los activos del llamado Grupo 1 y Grupo 2.
| Clase de activo                                             | Clase de operación de financiación | Clase de operación de financiación | Clase de operación de financiación |
| Clase de activo                                             | Normal                             | Subestándar                        | Dudosa                             |
| ----------------------------------------------------------- | ---------------------------------- | ---------------------------------- | ---------------------------------- |
|                                                             |                                    |                                    |                                    |
| Financiación de suelo para promoción inmobiliaria           | 7%                                 | 60%                                | 60%                                |
| Construcciones o Promociones con obra parada                | 7%                                 | 50%                                | 50%                                |
| Construcciones o Promociones con obra en ejecución          | 7%                                 | 24%                                | 50%                                |
| Construcciones o Promociones terminadas                     | 7%                                 | 20%                                | 25%                                |
| Construcciones o Promociones terminadas (sin garantía real) | 7%                                 | 25%                                | 25%                                |

| Clase de activo en balance         | Clase de activo en balance              | Porcentaje de deterioro | Cobertura |
| ---------------------------------- | --------------------------------------- | ----------------------- | --------- |
|                                    |                                         |                         |           |
| Promoción no terminada             | Suelo para promoción inmobiliaria       | n. a.                   | 60%       |
| Promoción no terminada             | Promoción inmobiliaria en curso         | n. a.                   | 50%       |
| Construcción o Promoción terminada | más de 36 meses en poder de la entidad  | 25%                     | 50%       |
| Construcción o Promoción terminada | de 24 a 36 meses en poder de la entidad | 25%                     | 40%       |
| Construcción o Promoción terminada | de 12 a 24 meses en poder de la entidad | 25%                     | 30%       |

Según las reglas comunitarias ESA-95, para que el endeudamiento del banco malo no compute como deuda pública el capital privado debe superar el 50%. ¿Por qué deberían los bancos sanos ayudar a comprar activos de entidades que son inviables?. ¿Quién va a invertir si no se puede obligar a las entidades sanas a hacerlo?.
Pasados diez días tras su creación formal siguen sin definir sus dos características principales: qué activos y a qué precio. Por ahora sólo se sabe que habrá una valoración global inicial de Oliver Wyman que será confirmada posteriormente activo por activo.
El banco malo tendrá que comprar a precios muy bajos, inferiores a los establecidos en los Decretos 'De Guindos', para atraer inversores privados. La rebaja de la valoración de las viviendas terminadas estaría entre el 10% y el 20%. Esta decisión supone mayores y por tanto una mayor inyección de capital público, que también arrastrará a las entidades sanas.
Parece que va a establecerse un umbral mínimo de 100.000 euros para los inmuebles y en 250.000 euros para el crédito promotor. Con esto se pretende facilitar el manejo del banco, garantizando su rentabilidad. Todo pasa por empaquetar grandes conjuntos de activos.
El triunvirato formado por el Banco Santander, el BBVA y La Caixa ha aceptado a participar en el accionariado tras la invitación extraoficial de Luis de Guindos.  Pero ninguno quiere poner capital a cambio de acciones admitiendo financiar su participación con la transmisión de algunos de sus propios activos inmobiliarios.

"...Si los precios de transferencia fueran muy bajos no sería tan oneroso poner dinero ya que la operación rendiría pingües beneficios de manera más o menos rápida, pero el problema es que son los propios bancos buenos los que exigen que no haya fuertes descuentos en los activos que finalmente sean traspasados al banco malo..."

Como los tres grandes están enladrillados no admiten que se reduzcan los precios que están pidiendo en el mercado. Por esta razón piden más ladrillo a cambio de acciones.
Los inversores no quieren aceptar las valoraciones a asumir y rechazan recapitalizar el banco malo. Un banco en quiebra se junta con un gobierno sin dinero y exigen que los inversores internacionales compren a un precio pactado entre los dos para que ninguno quede muy mal ante acreedores y votantes.

#### Su valoración
El método de valoración inmobiliaria está basado en los informes de Oliver Wyman aplicados a una división por categorías, elaborada por el FROB, y los ajustes que Banco de España negocia con la troika. Por tanto, se trata de una valoración que discrimina en función del tipo de activo, sus características o situación geográfica.
| Tipo de activo.      | Tipo de activo.       | Recorte mínimo por sus características. | Recorte adicional por su situación geográfica. |
| -------------------- | --------------------- | --------------------------------------- | ---------------------------------------------- |
|                      |                       |                                         |                                                |
| Edificios terminados | Vivienda nueva.       | 31%                                     | 63%                                            |
| Edificios terminados | Vivienda usada.       | 23%                                     | 59%                                            |
| Edificios terminados | Locales comerciales.  | 24%                                     | 55%                                            |
| Promoción y suelo    | Promociones en curso. | 40%                                     | 75%                                            |
| Promoción y suelo    | Suelo.                | 58%                                     | 88%                                            |

Cabe distinguir según su naturaleza, como son bienes muebles, inmuebles, créditos o participaciones; según la actividad, construcción y promoción, industria, comercio o si son créditos concedidos a administraciones públicas, instituciones financieras, pymes, compra de vivienda, u otros; suantigüedad en balance y valor en libros.
El primer recorte mínimo recuerda la influencia de las sobretasaciones en la formación de la Burbuja inmobiliaria en España estimada en una media del 32% por encima, con lo que los créditos se inflaban, descontando futuros incrementos de precios en las viviendas.

##### Seguros
A efectos del Reglamento de Ordenación y Supervisión de los Seguros Privados,, los valores o derechos mobiliarios emitidos por SAREB se valorarán por su coste o coste amortizado tal y como se define en el Plan de Contabilidad de Entidades Aseguradoras. Estos activos se considerarán aptos para la cobertura de provisiones técnicas, no excediendo el límite a computar del 3% de las provisiones técnicas a cubrir. A efectos del margen de solvencia no se computarán las plusvalías o minusvalías no realizadas, contabilizadas o no, derivadas de estos activos.

#### Situación mercado inmobiliario 2010-2014
El mercado inmobiliario español va más allá de los 80.000 millones de euros en activos inmobiliarios que los bancos y cajas se han adjudicado de sus clientes morosos.
Según datos del Ministerio de Fomento de España, el stock de vivienda al cierre de 2010 era de 687.523 unidades. Pese a que los precios han bajado un 25% desde 2008, alcanzando niveles de 2004, a finales de 2011 el stock era de 676.038 unidades.
La provincia con mayor porcentaje de stock sobre el parque de viviendas era Castellón con un 11,99 % (54 274 unidades). En el otro extremo estaba la provincia de Badajoz con el 0,22 % (843 unidades).

#### Obligación de computar la deuda como pública y cambio en el régimen jurídico
En marzo de 2021 Eurostat obligó a que la deuda pendiente de 35.000 millones de euros de la Sareb pasara a ser considerada como deuda pública, lo que incrementaría la deuda pública total del 117,1% del PIB en 2020 a más del 120% en 2021. Además, el déficit de esta sociedad se computaría también como déficit público.
El 18 de enero de 2022 el Consejo de Ministros aprobó un Real Decreto-ley para modificar el régimen jurídico de la Sareb y que el FROB pueda adquirir y mantener una participación mayoritaria en el capital social y tomar el control de los órganos sociales sin la necesidad de que Sareb adquiera la condición de sociedad mercantil estatal. Esto se hizo a cambio del pago de un euro simbólico y el FROB podrá elevar su participación del 45,9% en la Sareb más allá del 50%, en un porcentaje aún por decidir. Según el Gobierno, la reclasificación de Sareb tras la decisión de Eurostat de 2021 de obligar a contabilizar la deuda de la Sareb como deuda pública -lo que sumó 35.000 millones de deuda pública en 2020 y más de 10.000 millones de déficit-, así como su situación patrimonial, hacían “imprescindible” modificar su régimen jurídico para adaptarla a la situación actual. La deuda asciende a 35.600 millones de euros según Eurostat o a 37.673 millones de euros de acuerdo con las últimas cuentas presentadas por Sareb en 2020. Dicha deuda se tendrá que hacer efectiva antes de 2027, fecha marcada para la liquidación y cierre de la Sareb.

## Organigrama

### Inversores y accionariado
| Aportaciones de capital y deuda subordinada por accionistas e inversores (febrero de 2013, en millones de euros) |        |          |        |              |        |          |          |                    |        |          |        |
| Entidad | Cap.   | D.subor. | Total  | Entidad      | Cap.   | D.subor. | Total    | Entidad            | Aport. | D.subor. | Total  |
| Santander | 207,40 | 598,20   | 805,60 | Caixabank    | 149,30 | 431,90   | 581,20   | Banco Sabadell     | 83,20  | 238,10   | 321,30 |
| Banco Popular | 71,70  | 204,60   | 276,30 | Kutxabank    | 31,50  | 91,20    | 122,70   | Ibercaja           | 17,70  | 51,30    | 69,00  |
| Bankinter | 17,00  | 49,20    | 66,20  | Unicaja      | 15,80  | 45,60    | 61,40    | Cajamar            | 15,00  | 43,40    | 58,40  |
| Mapfre | 10,00  | 40,00    | 50,00  | Caja Laboral | 7,40   | 21,30    | 28,70    | Mutua Madrileña    | 6,00   | 24,00    | 30,00  |
| Banca March | 4,90   | 14,30    | 19,20  | Cecabank     | 4,20   | 12,10    | 16,30    | Banco Cooperativo  | 3,90   | 11,40    | 15,30  |
| Deutsche Bank | 3,70   | 10,70    | 14,40  | Barclays     | 3,00   | 8,60     | 11,60    | Catalana Occidente | 3,00   | 12,00    | 15,00  |
| Iberdrola | 2,50   | 7,50     | 10,00  | Axa          | 2,00   | 8,00     | 10,00    | Banco Caminos      | 0,80   | 2,20     | 3,00   |
| Generali | -      | 5,00     | 5,00   | Zurich       | -      | 5,00     | 5,00     | Santa Lucía        | -      | 4,00     | 4,00   |
| Pelayo | -      | 3,00     | 3,00   | Reale        | -      | 3,00     | 3,00     | Asisa              | -      | 2,00     | 2,00   |
| |        |          |        | FROB         | 540    | 1.652,40 | 2.192,40 | Total:             | 1.200  | 3.600    | 4.800  |

En la nota de prensa emitida el 17 de diciembre de 2012,  se indica que la Sareb ha completado al 100% su capital social inicial con la entrada de 14 nuevos inversores, con lo que la mayoría son accionistas privados (55%) y el resto, capital público (45%). Se trata de ocho bancos españoles: Ibercaja, Bankinter, Unicaja, Cajamar, Caja Laboral, Banca March, Cecabank y Banco Cooperativo Español; dos bancos extranjeros: Deutsche Bank y Barclays Bank; y cuatro aseguradoras: Mapfre, Mutua Madrileña, Catalana Occidente y Axa.
Posteriormente, se sumaron al accionariado seis nuevos bancos: Santander, Caixabank, Banco Sabadell, Banco Popular, Kutxabank y Banco Caminos, y la eléctrica Iberdrola. Entre finales de 2012 y principios de 2013, mediante la compra de deuda subordinada, se sumaron como inversores no accionistas, las aseguradoras Generali, Zurich, Seguros Santa Lucía, Reale, Pelayo Seguros y Asisa.
Los inversores privados han aportado 2.607 millones de euros, entre capital y deuda subordinada, mientras que el FROB ha contribuido con otros 2.192 millones.
En enero de 2022, el FROB, el fondo de rescate bancario, era el primer accionista de esta sociedad, con el 45,9% de las acciones y el resto se repartía entre entidades bancarias y aseguradoras que o bien aportaron activos a la sociedad o fueron bonistas de la Sareb. El Banco Santander poseía un 22,21%; CaixaBank, el 12,24%; Banco Sabadell, el 6,61%; Kutxabank, el 2,53%; Ibercaja Banco, el 1,43% y Bankinter, un 1,37%, entre otros.
En abril de 2022, el Gobierno entrega la gestión de la Sareb a los fondos de inversión estadounidenses Blackstone e Hipoges. Aliseda y Anticipa —dos gestoras inmobiliarias de Blackstone— se encargó del 45% de los activos del banco malo, e Hipoges —dependiente del fondo de inversión KKR— se hizo cargo del otro 55%.

### Consejo de administración
El Consejo de Administración estaba formado por Jaime Echegoyen (2015-2021) como presidente de la Sareb. El resto del consejo está formado por ocho consejeros dominicales (Rodolfo Martín Villa, Ana María Sánchez Trujillo, Remigio Iglesias, Antonio Massanell, Francisco Sancha, Miquel Montes, Antonio Trueba y José Ramón Montserrat) y otros cinco consejeros independientes (Javier Trillo, Luis Sánchez-Merlo, Celestino Pardo, José Ramón Álvarez Rendueles y Emiliano López Achurra).

## Críticas a su creación y gestión
El periodista Roberto Centeno señalaba en 2013 que la reestructuración Bancaria y la creación de la Sareb se ha constituido con un delito de fraude de ley, para socializar las pérdidas derivadas de la desastrosa gestión y la corrupción generalizada del sector financiero y que no sea computable como deuda. Fraude de ley porque financiándose en un 95,5% con dinero público, se monta una farsa indigna de un Gobierno serio para darle forma de sociedad privada que aporta sólo el 4,5% del total, y burlar así una normativa europea vigente en España, para que el dinero despilfarrado no sea computable como deuda.
Para el economista Carlos Sánchez Mato la creación y gestión de la Sareb puede calificarse como la estafa del siglo. La decisión de Eurostat en marzo de 2021, de que la deuda pendiente de 35.000 millones de euros de la Sareb pasara a ser considerada como deuda pública, lo que incrementaría la deuda pública total del 117,1% del PIB en 2020 a más del 120% en 2021. Además, el déficit de esta sociedad, de carácter privado, de promotores, inmobiliarias y bancos privados, se computaría también como déficit público. Una decisión que se tomó en 2012 que se ha confirmado un gran error o una gran estafa y se debe a las decisiones políticas de Mariano Rajoy y su ministro Luis de Guindos. La Sareb fue financiada con recursos públicos que suponían un 95,31% del total, pero el porcentaje de propiedad accionarial público solo sería del 45,68%. Al mismo tiempo, los socios privados que solo aportaban solamente el 4,69% de la financiación total, se quedaban con el 54,33% de las acciones
Según el periodista Diego Larrouy los objetivos de la creación de la Sareb se han incumplido: sanear los activos sobrevalorados y que no costara nada a los contribuyentes -se han vendido a fondos de inversión a precio de saldo y la deuda sigue en su mayor parte sin ser devuelta-. En 2012 dijo vicepresidenta Soraya Sáenz de Santamaría: "La reestructuración bancaria se hace con un objetivo básico y fundamental: que no cueste un euro al contribuyente" y el entonces ministro de economía Luis de Guindos: "Que esta sociedad —Sareb— no genere pérdidas es muy importante desde el punto de vista de minimizar el impacto del contribuyente".
Para Manuel Gabarre, abogado e investigador del 'Observatorio Contra Delitos Económicos' y autor del libro 'Tocar fondo: la mano invisible detrás de la subida del alquiler' (Traficantes de sueños, 2019) advirtió en 2019 de la previsible nacionalización de la Sareb quebrada, lo que confirmaría que su creación, gestión y objetivos fueron un engaño a los contribuyentes españoles quienes con la nacionalización asumen la deuda pendiente con la Unión Europea. Los beneficiados han sido los bancos que se deshicieron de fondos inmobiliarios sobrevalorados, los fondos de inversión que han comprado a precio de saldo las viviendas y otros bienes inmobiliarios, las accionistas de las socimis que no han pagado impuestos y los intermediarios de los propios bancos y sociedades financieras. Los perjudicados han sido los contribuyentes españoles que tienen que pagar el préstamo. La Comisión Europea exigió en 2021 que el Estado español contabilizase la deuda de Sareb como si fuera pública. La deuda asciende a 35.600 millones de euros según Eurostat o a 37.673 millones de euros de acuerdo con las últimas cuentas presentadas por Sareb en 2020. Para Gabarre "Se hizo un trampantojo para volver a privatizar bienes comprados mediante un rescate público. Y además con mucha opacidad y sin tener que someterse a la ley de contratación pública".
Para Alejandro Inurrieta, economista y expresidente de la Sociedad Pública de Alquiler, la Sareb puede calificarse como “un depósito de la porquería inmobiliaria de la banca” y “un desastre desde todos los puntos de vista”. Estima que la deuda puede aumentar más allá de los 35.000 millones de euros previstos y alcanzar la cifra de los 50.000 o 60.000 millones de euros. Inurrieta critica la ausencia de transparencia que califica de “absolutamente indecente” y que ha sido habitual desde la creación de la sareb.
Para Alejandra Jacinto, activista por el Derecho a la Vivienda y diputada de Unidas Podemos en la Asamblea de Madrid, “Estamos ante una oportunidad perdida” y denuncia que el PSOE ha rechazado convertir a la Sareb “en una herramienta que permita garantizar la vivienda pública” y en una falta absoluta de transparencia critica que la parte socialista de Gobierno no haya aceptado que la Sareb tenga que hacer públicos datos referentes al parque de vivienda que controla actualmente: “No sabemos ni en qué condiciones está, ni dónde está, ni qué representa”.